# Cricquebœuf
Cricquebœuf település Franciaországban, Calvados megyében. Lakosainak száma 266 fő (2022. január 1.). Cricquebœuf Pennedepie, Saint-Gatien-des-Bois, Trouville-sur-Mer és Villerville községekkel határos.

## Népesség
A település népességének változása:
| Lakosok száma | 169  | 172  | 186  | 207  | 265  | 303  | 293  | 267  | 267  | 266  |
|               | 1968 | 1982 | 1990 | 2006 | 2013 | 2015 | 2017 | 2019 | 2020 | 2022 |